# Trichothurgus dubius
Trichothurgus dubius là một loài Hymenoptera trong họ Megachilidae. Loài này được Sichel mô tả khoa học năm 1867.